# کانکتومیکس
کانکتومیس، دانش تولید کانکتوم و تحقیق پیرامون آن است. کانکتوم به نقشه‌های جامع اتصالات در سیستم عصبی یک موجود زنده، معمولاً در داخل مغز یا چشم گفته می‌شود.
به علت اینکه این ساختارها به شدت پیچیده هستند، روش‌هایی که در این زمینه به کار میروند از تصویر برداری عصبی با توان پردازشی بالا و تکنیک‌های بافت شناسی برای افزایش سرعت، کارایی، و دقت نقشه‌های مربوط به تعداد زیادی از اتصالات عصبی در یک سیستم عصبی استفاده می‌کنند. در حالی تمرکز اصلی این نوع پروژه‌ها روی مغز است، هر اتصال عصبی مانند تماس عصبی ماهیچه ای می‌تواند به صورت تئوری به وسیلهٔ کانکتومیس نگاشت شود.

## ابزارها
یکی از مهم‌ترین ابزارهایی که برای تحقیقات کانکتومیکس استفاده می‌شود، تصویربرداری پخش وزنی در ابعاد میکرو است. اصلی‌ترین ابزار برای تحقیقات کانکتومیکس در ابعاد میکرو حفظ ساختار شیمیایی مغز و به دنبال آن میکروسکوپ الکترونی سه بعدی است، که در بازسازی مدارهای عصبی به کار میرود. برای دیدن یکی از اولین میکرو کانکتوم‌ها با دقت بالا، پروژهٔ ازاد کانکتوم را ببینید که شامل تعداد زیادی پایگاه دادهٔ کانکتوم از جمله پایگاه داده با حجم 12ترابایت از Bock است.

## سیستم‌های مدل
به غیر از مغز انسان، بعضی از سیستم‌های مدلی که برای تحقیقات کانکتومیکس استفاده شده‌است موش، مگس سرکه،nematod C.elegans و جغد انبار هستند. 

## کاربردها
با مقایسهٔ کانکتوم‌های افراد بیمار و سالم، می‌توانیم راجع به برخی آسیب شناسی‌های روانی، مانند درد نوروپاتی، و درمان‌های احتمالی آن‌ها دید به دست آوریم. به‌طور کلی، زمینهٔ علوم اعصاب از استانداردسازی و داده‌های خام استفاده می‌کند. به عنوان مثال، نقشه‌های کانکتوم می‌توانند داده‌های لازم را برای مدل‌های کامپیوتری در رابطه با پویایی مغز فراهم کنند.
شبکه‌های عصبی فعلی غالباً وابسته به نمایش احتمالاتی الگوهای اتصالات هستند. کانکتوگرام‌ها (نمودارهای دایره‌ای کانکتومیکس) در مورد ضربه‌های مغزی برای ضبط وسعت ضربه به شبکه‌های عصبی به کار رفته‌اند.
کانکتوم انسان می‌تواند به وسیلهٔ یک گراف (گراف (ریاضیات گسسته) را ببینید) نمایش داده شود و ابزارهای قوی، تعاریف و الگوریتم‌های نظریه گراف می‌توانند به این گراف‌ها اعمال شوند. با مقایسهٔ کانکتوم ها(یا گراف‌های مغزی) متعلق به زنان و مردان سالم، Szalkail نشان داده است که در تعداد زیادی از پارامترهای تئوری گراف، کانکتوم ساختاری زنان نسبت به کانکتوم مردان به وضوح اتصالات بهتری دارد. به عنوان مثال، کانکتوم دارای یال‌های بیشتر، کمینه عرض دوبخشی بیشتر، eigengap بیشتر، و کمینه پوشش راسی بیشتر نسبت به مردان است. کمینه عرض دوبخشی یک معیار معمول برای سنجش کیفیت شبکه‌های میان ارتباطی چند سطحی کامپیوتری است که گلوگاه‌های احتمالی در ارتباطات شبکه‌ای را توصیف می‌کند. هر چه این مقدار بیشتر باشد شبکه بهتر خواهد بود. مقدار eigengap بیشتر تشان می‌دهد که کانکتوم زنان گراف گسترش بهتری نسبت به کانکتوم مردان است. خاصیت گسترش بهتر، کمینه عرض bipartition و مقدار بیشتر کمینه پوشش راسی نشان دهندهٔ مزیت بیشتر در اتصالات شبکه در مورد گراف مغزی زنان است.

## نقد و بررسی
استفاده از پسوند omics- برای توصیف این سیستم مورد انتقاد قرار گرفته‌است. ابداع این واژه در دو منبع دیده شده‌است، در مقاله‌ای از Olaf Sporns و تز دکتری توسط Patric Hagmann.
انتقاد دیگر به کانکتوم در ابعاد میکرو شده‌است، به این دلیل که دانش کافی در مورد محل یافتن اطلاعات وجود ندارد، به علاوه اینکه نمیتوان در یک زمان واقع بینانه آن را تکمیل کرد.

## مقایسه با علم ژنوم
پروژه ژنوم انسان در ابتدا با بیشتر انتقادات گفته شده در بالا مواجه شد ولی با این حال زودتر از موعد تکمیل شد و به پیشرفت‌های بسیاری در علم ژنتیک منجر شد. برخی معتقدند که می‌توان بین علم ژنتیک و کانکتومیکس مقایسه انجام داد و بنابراین باید اندکی بیشتر به دورنمای کانکتومیکس خوشبین باشیم.

## مطالعه ی بیشتر
- Hagmann, Patric; Cammoun, Leila; Gigandet, Xavier; Meuli, Reto; Honey, Christopher J.; Wedeen, Van J.; Sporns, Olaf (2008). "Mapping the Structural Core of Human Cerebral Cortex". PLoS Biology. 6 (7): e159. doi:10.1371/journal.pbio.0060159. PMC 2443193. PMID 18597554.